# 대전둔산중학교
대전둔산중학교(大田屯山中學校)는 대한민국 대전광역시 서구 갈마동에 있는 공립 중학교이다.

## 학교 연혁
- 1995년 3월 17일 : 중학교 설립인가 (25학급)
- 1996년 3월 5일 : 개교 및 제1회 입학식 (433명)
- 1999년 2월 10일 : 제1회 졸업식 (434명)
- 2022년 9월 1일 : 제11대 박준상 교장 취임
- 2024년 1월 5일 : 제26회 졸업식(186명, 총 9,169명)
- 2024년 3월 4일 : 입학(7학급 150명)

## 참고 자료
- 대전둔산중학교 - 한국교육학술정보원 학교알리미